# Дитцель, Амунд
Амунд Дитцель (англ. Amund Dietzel; 28 февраля 1891, Кристиания — 9 февраля 1974, Окономовок, Висконсин) — норвежский и американский татуировщик.

## Биография
Амунд Дитцель родился 28 февраля 1891 года в Кристиании, Норвегия.
В 1905 году после смерти отца, в возрасте 14 лет, пошел в торговый флот вместе со своим братом Вильгельмом, изначально был юнгой. В юном возрасте начал постигать искусство татуировок, которые в то время были очень распространены среди моряков.
В 1907 году барк Августа, на борту которого находился Амунд потерпел кораблекрушение будучи в плавании по Морскому пути Святого Лаврентия. Это водный путь, позволяющий кораблям из Атлантического океана попадать в Североамериканские Великие озера. На спасательной шлюпке Амунд вместе с несколькими другими матросами добрался до канадского берега. В Канаде работу моряка найти было сложно и норвежец принял решение ехать в США. Он сел на поезд и отправился в Коннектикут. Через некоторое время он обосновался в портовом городе Нью-Хейвен, пригороде Нью-Йорка. В Америке Дитцель впервые увидел электрическую тату-машинку и решил посвятить себя ремеслу тату-мастера, которому он впоследствии отдал более 50 лет своей жизни. Вскоре он подружился с английским эмигрантом по имени Вильям Гримшоу вместе с которым работал долгое время.
Работая он много ездил по США, в то время татуировщики путешествовали по стране вместе с ярмарками и цирками, и в конечном счете обосновался в штате Висконсин, в городе Милуоки, который располагается в ста километрах от Чикаго. Заняв просторную квартиру он организовал «тату-шоп», в котором помимо него, под его руководством работало еще 4 мастера. Начало Второй мировой войны подхлестнуло спрос на татуировки в США главным образом за счет солдат отправляющихся на фронт. На пике военного времени Амунд делал по 10-12 татуировок в день.
После войны бизнес просел, однако Дитцель продолжал работать. В 1947 году он вместе с женой Элси навестил свою семью в Норвегии, где после 40 лет разлуки он увиделся с матерью.
В 1964 году, в возрасте 73 лет, Дитцель продал свой тату-салон своему другу, Гибу «Таттс» Томасу. В 1967 году власти штата издали указ, полностью запрещающий деятельность татуировщиков. Закон обосновывался всплеском заболеваний в США, передающихся гемоконтактным образом. После принятия закона Амунд Дитцель вышел из профессии, которой посвятил 51 год своей жизни.
Скончался Амунд Дитцель в 1974 году от лейкемии, похоронен в Нью-Йорке.

## Избранная библиография
- Jon Reiter: These Old Blue Arms, The Life and Work of Amund Dietzel. Solid Stat Publishing Co. 2010, ISBN 978-0578059679
- Jon Reiter These Old Blue Arms, The Life and Work of Amund Dietzel Volume 2. Solid State Publishing Co. 2010, ISBN 0-578-05967-3
- Samuel M. Steward: Bad Boys and Tough Tattoos, Routledge London & New York 1990, ISBN 0-918393-76-0